# Basse Santa Su
Basse Santa Su, oft auch nur einfach Basse genannt, ist eine Ortschaft im westafrikanischen Staat Gambia und ist Sitz der Verwaltungseinheit Upper River Region.
Nach einer Berechnung für das Jahr 2013 leben dort etwa 11.859 Einwohner, das Ergebnis der letzten veröffentlichten Volkszählung von 1993 betrug 9265.

## Geographie
Der Name des Ortes bedeutet so viel wie „Compound oben, auf dem Hügel“ (santo „[sic]“ = oben, su = compound). Die höchste Erhebung des Hügels, an dem der Ort sich befindet, ist bei der Koordinate: 13° 18′ N, 14° 14′ W.
Von Banjul ist die Basse Santa Su 396 km (Straße) entfernt und gilt als wichtiger Verkehrsknotenpunkt im östlichen Landesteil.
Südlich des Orts, rund 1,5 Kilometer entfernt, liegt Mansajang Kunda an einer Straße nach Sabi. Östlich von Basse liegt benachbart der Ort Kaba Kama. Zwei Brücken, die Kaba Kama mit Basse verbinden, wurden 2011 erneuert.

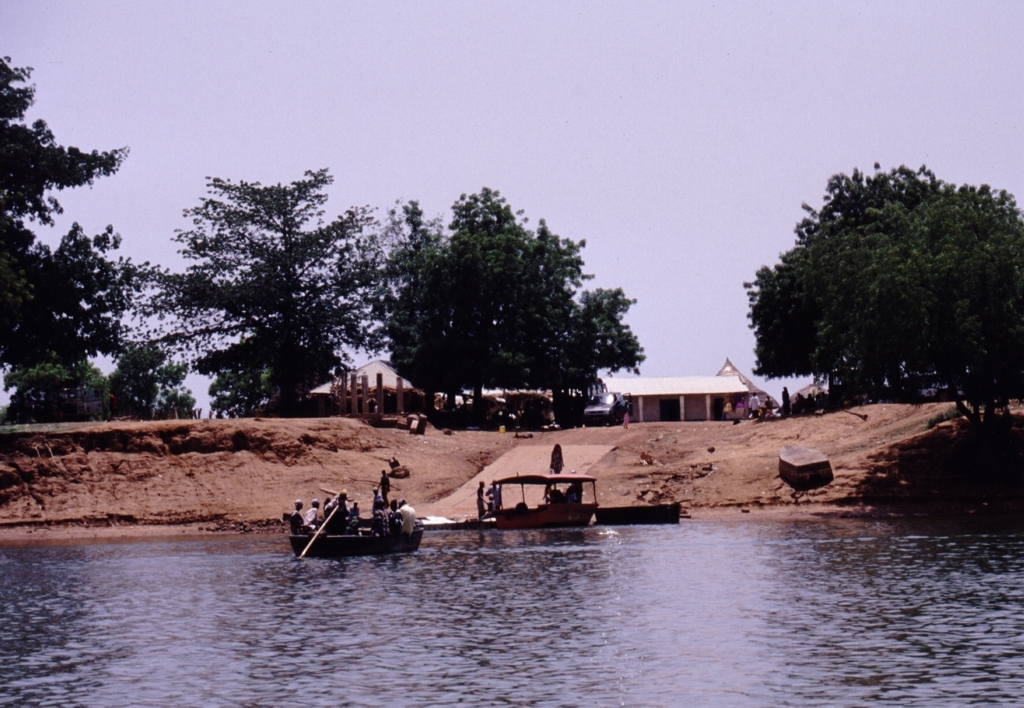
Anlegestelle der Flussfähre am Nordufer
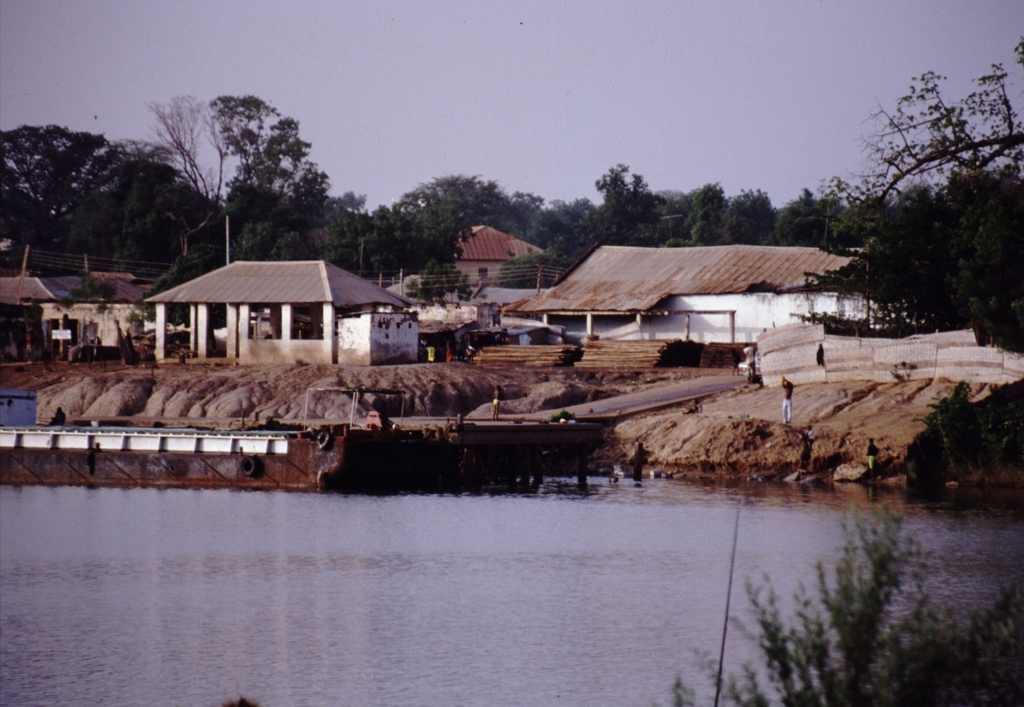
Anlegestelle der Flussfähre am Südufer

## Persönlichkeiten
- Bamba Susso (* 2002), Fußballspieler